# Тургайская ложбина
Турга́йская ложби́на (Турга́йская доли́на, Тургайский прогиб) — эрозионно-тектоническая ложбина в Казахстане,  ограниченная отрогами Южно-Уральских гор на западе, Казахским мелкосопочником и отрогами гор Улутау на востоке, на севере сливается с Западно-Сибирской низменностью, а на юге переходит в Шалкар-Тенизскую впадину. Ложбина прослеживается в рельефе от низовий реки Тавды на севере до Северного Приаралья на юге. Пересекает Тургайское плато с юга на север. Соединяет Западно-Сибирскую равнину с северной частью Туранской низменности в Казахстане.
По Тургайской ложбине протекают реки Тургай, Убаган, Тобол. В долине много озёр. Абсолютные высоты — 100—125 м. К западу и востоку от Тургайской ложбины высоты возрастают до 200, иногда до 300 м. По ложбине вытянулась цепь многочисленных озёр с большим озером Кушмурун на севере, в которое впадает река Убаган, на юге по ложбине протекает река Тургай. Длина около 630 или 800 км, ширина от 20—75 до 300 км. Преобладающие высоты до 125 и 200—300 м.
На севере — сухие степи (район освоения целинных и залежных земель), на юге — полупустыни и пустыни Барсуки Большие и Малые. В долине расположены Наурзумский заповедник и степные геоглифы.
По Тургайской ложбине в плиоцене и плейстоцене Туранское море в отдельные периоды соединялось с Западно-Сибирским морем.

## Рельеф и геологическое строение
Как морфологически выраженный элемент в рельефе Западной Сибири Тургайская ложбина начинает прослеживаться чуть южнее 58° с. ш. — от низовий реки Тавда. Севернее последней дно ложбины сливается с поверхностью Кондинской низины, образуя с ней единый геоморфологический уровень. Восточный коренной склон ложбины продолжается далее на север, вплоть до широтного отрезка Оби. Он представляет собой высокий (до 40—60 м), крутой уступ возвышенности Тобольский материк, обрывающийся к Кондинской низине. Южнее, от низовий Тавды до устья реки Убаган, на протяжении около 400 км, своим рисунком ложбина напоминает классический линеамент. На этом участке контур ложбины воспринимается как громадная борозда, проложенная в южной части Западно-Сибирской равнины.
На западе, между Зауральским пенепленом и ложбиной, располагается Кустанайско-Миасская равнина. Она наклонена в целом на север с небольшим перекосом в северо-восточном направлении, в сторону Кондинской низины и Тобольского материка. Согласно уклону абсолютной отметки поверхности равнины снижаются от 230 до 150 м.
К востоку от ложбины, севернее Казахского щита, располагается система ступенчатых равнин, последовательно причленяющихся друг к другу. Самая северная из них представлена Тобольским материком с абсолютными отметками 90—130 м. Средней ступени соответствует Ишимская равнина со слабым уклоном поверхности на север от 180 до 150 м. Южная ступень, с уклоном в том же направлении от 220 до 200 м, представляет собой Тюньтюгурскую равнину. В полосе 52° с. ш. она прислоняется к Тургайскому плато. Плато находится на месте наибольшего сближения структур Урала и Казахского щита, между 48° с. ш. и 52° с. ш. В системе Урало-Тяньшаньской эпигерцинской платформы этой территории соответствует Тургайский прогиб, являющийся связующим звеном между структурами Западно-Сибирской и Туранской плит.
От истоков реки Убаган до озера Куюккуль, уже в пределах Тургайского плато, на протяжении около 150 км, ложбина имеет строго меридиональное простирание. К этому же участку приурочена её сравнительно узкая часть шириной 22—25 км. Поперечный профиль ложбины на этом участке имеет корытообразную форму. Современное дно ложбины, лежащее на абс. отметках 120—130 м, ограничено относительно высокими (60—80 м) склонами. Древний тальвег ложбины погребён под 70—90 м толщей четвертичных осадков. Он находится здесь на абс. отметках 30—40 м. Современное дно ложбины в этой части в настоящее время не дренируется реками. Именно эту часть ложбины называют «Тургайскими воротами» или «мертвой Убаго-Тургайской ложбиной». Этот участок ложбины соответствует внутриложбинному водоразделу, отделяющему реки Иртышского бассейна (Убаган, среднее и нижнее течение Тобола) от рек Тургайского бессточного бассейна.
Внутриложбинный водораздел и сопряжённые с ним участки дна ложбины изобилуют морфологически слабообособленными низинами, наиболее низкие участки которых заняты крупными озёрами — Кушмурун (465 км²), Сарыкопа (336 км²), Аксуат (123 км²), Сарамоин (126 км²) и др.. Эти озера являются водоприемниками небольших степных рек, стекающих с бортов ложбины и эфемерного весеннего стока, формирующегося от таяния снега в днище самой ложбины. Южнее 50° с. ш. ложбина вступает в контуры Южно-Тургайской равнины. Ложбина здесь заметно теряет своё «лицо», характерное для её более северных участков. Существенно снижается морфологическая выраженность ложбины. Это явление связано, с одной стороны, с небольшими значениями абс. высот (140—180 м) уровней плейстоценовых педипленов, сопряжённых с ложбиной, с другой — с большой шириной дна ложбины. На уровне широт котловины озера Сарыкопа ширина ложбины достигает около 50 км.
От устья реки Сарыозень простирание ложбины меняется на юго-западное. Дно её дренируется здесь Тургаем. Своё юго-западное направление ложбина сохраняет на протяжении почти 200 км, до слияния с долиной реки Иргиз. Перед слиянием с Иргизом Тургай формирует обширную внутридолинную дельту. Фронтальная часть дельты подрезана широтным отрезком нижнего течения Иргиза, направление которого приобретает и Тургай прежде чем иссякнуть в обширной, неглубокой низине сора Тениз. Южное продолжение ложбины от Иргиза до Арала лишено стока. Современное дно этой мёртвой части ложбины, протяжённостью около 200 км, врезано в поверхность плосковершинных столовых останцов (доплейстоценовых педипленов) Северного Приаралья на глубину 120—150 м. Контуры ложбины становятся здесь расплывчатыми и практически не выраженными в рельефе.

## Полезные ископаемые
В Тургайском прогибе открыты крупные месторождения магнетитовых железных руд (Качарское, Соколовское, Сарбайское, Куржункольское) и фосфористых бурых железняков (Аятское, Лисаковское), а также бокситов (крупнейшее — Аркалыкское месторождение); обнаружены большие запасы угля (Убаганский бассейн). В западной части ложбины располагается Западно-Тургайский никелевый район.

## Интересные факты
В Тургайской долине была впервые обнаружена так называемая тургайская или индрикотериевая фауна — комплекс вымерших животных, населявших в среднем олигоцене умеренную зону Евразии (от Китая до Балканского полуострова).